# Reprezentacja Niue w piłce nożnej mężczyzn
Reprezentacja Niue w piłce nożnej od 1986 roku jest stowarzyszonym członkiem Konfederacji Piłkarskiej Oceanii (OFC), dlatego nie może brać udziału w Pucharze Narodów Oceanii. Nie należy do Międzynarodowej Federacji Piłki Nożnej (FIFA). Niue jest terytorium zależnym od Nowej Zelandii, ale mimo tego nie należy do Nowozelandzkiego Związku Piłki Nożnej. Stadion reprezentacji nazywa się Niue High School Oval i znajduje się w Alofi (1000 miejsc).

## Udział wMistrzostwach Świata
- 1930 – 1974 – Nie brało udziału (było częścią Nowej Zelandii)
- 1978 – 2022 – Nie brało udziału (nie było członkiem Międzynarodowej Federacji Piłki Nożnej)

## Udział wPucharze Narodów Oceanii
- 1973 – 1980 – Nie brało udziału (nie było członkiem Konfederacji Piłkarskiej Oceanii)
- 1996 – 2016 – Nie brało udziału

## Udział wIgrzyskach Południowego Pacyfiku
- 1983 – Faza grupowa

Zespół rozegrał do tej pory jedynie dwa mecze na arenie międzynarodowej, podczas Igrzysk Południowego Pacyfiku w 1983 roku:
| 01.09.1983 | Apia (Samoa Zachodnie) | Niue | 0–19 | Papua-Nowa Gwinea |
| 02.09.1983 | Apia (Samoa Zachodnie) | Niue | 0–14 | Tahiti            |